# 白山市站
白山市站（原站名浑江站），位于中华人民共和国吉林省白山市浑江区，是鸭大铁路、浑白铁路上的火车站，建于1939年，由沈阳铁路局通化车务段管辖。

## 車站周邊
- 白山公路客运总站
- 白山市公安局东兴分局
- 中国工商银行浑江支行
- 中国邮政储蓄银行白山市山货庄营业所
- 中国农业银行浑江大街营业厅
- 中国建设银行电厂支行

## 歷史
- 建于1939年。

## 业务办理
客运业务办理旅客乘降，行李，包裹托运。货运业务办理整车，零担，集装箱货物到发以及整车货物承运前保管。